# Julia Bastin
Julia Bastin (16 de junio de 1888-26 de octubre de 1968) fue una educadora, traductora y novelista belga.
Nació y se crio en la ciudad de Lieja. Estudió en La Haya, obteniendo un diploma que la acreditaba como docente del idioma holandés. De 1912 a 1914, enseñó en una escuela secundaria en Braine-le-Comte. Bastin pasó la Primera Guerra Mundial en Inglaterra y estudió lenguas en el Colegio de Bedford, enfocándose en la literatura francesa de la Edad Media. También enseñó en escuelas secundarias en Derbyshire y Yorkshire. De 1920 a 1931 vivió en París, donde estudió francés antiguo. Tuvo como tutores a los lingüistas Alfred Jeanroy y Edmond Faral.
En 1928 tradujo la novela Amarillo Cromo de  Aldous Huxley al francés, titulándola Jaune de Crome. En 1932 tradujo Herfsttijd der Middeleeuwen de Johan Huizinga también al francés, al igual que Those Barren Leaves de Huxley ese mismo año.
En 1929 y 1930, Bastin publicó los dos volúmenes de Recueil général des Isopets, una colección de fábulas de la Edad Media. Junto a Edmond Faral, fue la editora de la colección Onze Poèmes concernant la Croisade, par Rutebeuf, publicada en 1946, y de Œuvres complètes de Rutebeuf, lanzada en dos volúmenes en 1958 y 1960.
En 1931 se unió al Departamento de Estudio de Lenguas Romances de la Universidad Libre de Bruselas. Se convirtió en el primer miembro femenino en formar parte de la Real Academia de la lengua y de la literatura francesas de Bélgica en 1947.
Bastin murió en Sint-Agatha-Berchem a los ochenta años.

## Obra
- (traductor) Aldous Huxley, Jaune de Crome, Paris 1928
- (ed.) Recueil général des Isopets, 2 Bde., Paris 1929–1930
- (traductor) Johan Huizinga, Le déclin du Moyen Âge, Paris 1932, 1948, 1967; ab 1975 u.d.T. L'Automne du Moyen âge, 1980, 1989, 1998, 2002
- (traductor) Aldous Huxley, Marina di Vezza, Paris 1938, 1946, 1962, 1978
- Froissart. Chroniqueur, romancier et poète, Bruxelles 1942, 1948
- Les Mémoires de Philippe de Commynes, Brüssel 1944
- (ed. con Edmond Faral) Rutebeuf, Onze Poèmes concernant la Croisade, Paris 1946
- (ed. con Edmond Faral) Oeuvres complètes de Rutebeuf, 2 v. Paris 1959–1960 (Prix Albert Counson), 1969, 1977–1985